# Bradysia bellingeri
Bradysia bellingeri är en tvåvingeart som beskrevs av Shaw 1953. Bradysia bellingeri ingår i släktet Bradysia och familjen sorgmyggor.
Artens utbredningsområde är Connecticut. Inga underarter finns listade i Catalogue of Life.